# Маркуліну Моку
Маркуліну Жозе́ Ка́рлуш Мо́ку (порт. Marcolino José Carlos Moco; народився 19 липня 1953) — 3-й прем'єр-міністр Анголи у 1992—1996 роках.
Народився у провінції Уамбо в Анголі. Був прем'єр-міністром країни з 2 грудня 1992 до 3 червня 1996 року. У 1996 році його було обрано на посаду першого виконавчого секретаря Співдружності португаломовних країн. Займав цей пост до 2000 року. Генеральний секретар МПЛА.